# Daniela Moroz
Daniela Moroz, född 2 februari 2001 i Berkeley, Kalifornien, är en amerikansk seglare som tävlar i kiteklassen.

## Karriär
Moroz har mellan åren 2016 och 2022 vunnit sex raka guld vid VM i Formula Kite. 2023 vann hon guld vid Panamerikanska spelen.